# Broken (canción de Seether)
«Broken» —en español: «Roto»— es una canción de la banda post-grunge Seether con la colaboración de la vocalista de Evanescence, Amy Lee. La versión acústica de la canción original se encuentra en el track 12 del álbum debut de Seether. Fue entonces cuando volvió a grabar con Amy Lee (la futura novia de Shaun Morgan, en ese entonces vocalista de Seether) una versión para la película The Punisher, el tema se incluyó en el álbum Disclaimer II y fue lanzado en 2004. Esta versión incluye guitarra eléctrica y violines; un tema que alcanzó el puesto número 20 en el Billboard Hot 100 y en el número 3 en las listas musicales de Australia. Fue certificado con el disco de oro en Estados Unidos y disco de platino en Australia.

## Relanzamiento
La inclusión de la versión regrabada en los tráileres de la película, por no hablar de airplay pesado en el momento de su lanzamiento, convertido en una de las canciones más populares Seether ha registrado. Esto llevó a "Disclaimer" (álbum debut) volver a un segundo-lanzamiento en junio, Disclaimer II, que incluye dos versiones de "Broken". A pesar de que fue grabado con Amy Lee, la canción había sido escrita mucho antes de que Morgan y Lee fueran novios.

## Video musical
El video musical dirigido por Nigel Dick tiene las siguientes características:
Morgan comienza cantando sentado en un auto abandonado, mientras que después, toca una guitarra acústica con Lee que aparece detrás de él, mientras que Lee toma el siguiente estribillo de la canción. Lee y Morgan pasean por un paisaje en ruinas que fue revelada en el DVD de "Disclaimer II", luego se corta la escena en un parque de casas rodantes en la vida real incinerada por una explosión de laboratorio de metanfetamina de cristal. Aunque hay fotos de la banda y Lee que actúan juntos en un entonces. A noviembre de 2020, el video tiene más de 249 millones de visitas en YouTube.

## Recepción
En su crítica de Disclaimer, Jason D. Taylor, del sitio web AllMusic, señaló: «El álbum se cierra con una canción relajada: Broken' es suave pero segura, ya que el vocalista Shaun Morgan encuentra el valor para abrirse sin soltar un grito cada pocos segundos".  La canción le valió a Seether un premio Metal Edge Readers' Choice Award en 2004, cuando fue votada como “Mejor canción de una banda sonora de película”.

## Lista de canciones
Estados Unidos – Maxisencillo
1. «Broken» (Ft. Amy Lee) - 4:18
2. «69 Tea» - 3:31
3. «Something in the Way» ("Live X" Session at 99X, Atlanta) - 3:09
4. «Out of My Way» - 3:51

Some UK versions have "Got It Made" - 5:10 on it.

## Posicionamiento en listas y certificaciones
| Lista (2004-05)                             | Mejor posición |
| ------------------------------------------- | -------------- |
| Alemania (Media Control AG)                 | 18             |
| Australia (ARIA)                            | 2              |
| Austria (Ö3 Austria Top 40)                 | 26             |
| Bélgica (Valonia) (Ultratip Bubbling Under) | 3              |
| Estados Unidos (Billboard Hot 100)          | 20             |
| Estados Unidos (Mainstream Rock Tracks)     | 9              |
| Estados Unidos (Modern Rock Tracks)         | 4              |
| Estados Unidos (Pop Songs)                  | 10             |
| Estados Unidos (Adult Contemporary)         | 40             |
| Estados Unidos (Adult Top 40)               | 12             |
| Francia (SNEP)                              | 42             |
| Nueva Zelanda (Recorded Music NZ)           | 3              |
| Países Bajos (Dutch Top 40)                 | 31             |
| Reino Unido (The Official Charts Company)   | 106            |
| Suiza (Schweizer Hitparade)                 | 27             |

| País           | Organismo certificador | Certificación    | Ref.   |
| -------------- | ---------------------- | ---------------- | ------ |
| Australia      | ARIA                   | Disco de Platino | [ 13 ] |
| Estados Unidos | RIAA                   | Disco de Oro     | [ 14 ] |